# 1942
1942 (MCMXLII) je bilo navadno leto, ki se je po gregorijanskem koledarju začelo na četrtek.

## Dogodki

### Januar
- 1. januar - ZDA, Združeno kraljestvo, ZSSR, Kitajska, Avstralija, Belgija, Kanada, Kostarika, Kuba, Češkoslovaška, Dominikanska republika, Salvador, Grčija, Gvatemala, Haiti, Honduras, Indija, Luksemburg, Nizozemska, Nova Zelandija, Nikaragva, Norveška, Panama, Poljska, Republika Južna Afrika in Jugoslavija v Washingtonu podpišejo deklaracijo o OZN
- 9. januar - podpisana deklaracija o vojnih zločincih
- 15. januar - začetek konference držav Latinske Amerike (razen Argentine in Čila
- 16. januar - začetek japonske ofenzive na Burmi
- 19. januar - Rdeča armada zavzame Možajsk
- 20. januar - wannseejska konferenca o dokončni rešitvi judovskega vprašanja
- 21. januar - Erwin Rommel prične ofenzivo v Libiji
- 25. januar - Tajska napove vojno ZDA in Združenemu kraljestvu
- 26. januar - Imperialna japonska kopenska vojska se izkrca na Salomonovih otokih
- 29. januar - Združeno kraljestvo, Sovjetska zveza in Perzija podpišejo pogodbo o zavezništvu

### Februar
- 1. februar - Vidkun Quisling je imenovan za norveškega ministrskega predsednika
- 8. februar - Albert Speer je imenovan za ministra za oborožitev in vojno proizvodnjo Tretjega rajha
- 15. februar - Singapur kapitulira
- 16. februar - Palembang na Sumatri kapitulira
- 18. februar - Imperialna japonska kopenska vojska se izkrca na Baliju
- 20. februar - Imperialna japonska kopenska vojska se izkrca na Timorju
- 23. februar - Italija ustanovi koncentracijsko taborišče Gonars
- 27. februar:
  - - Imperialna japonska vojna mornarica zmaga pri Javi
  - - britansko-golistični napad na nemško radarsko postajo na Brunevalu

### Marec
- 1. marec - Imperialna japonska kopenska vojska začne z zasedbo Jave
- 3. marec - britanske oborožene sile začnejo napadi Diego-Suarez
- 7. marec:
  - - začetek bitke za Singapur
  - - Rangun kapitulira
- 8. marec - Japonska zasede Javo
- 9. marec - Bataan kapitulira
- 10. marec - angloameriško vojno letalstvo uspešno napade japonske ladje v Salamauiju
- 12. marec - britanska vojska se umakne z Andamanskih otokov
- 15. marec - Singapur kapitulira
- 21. marec - Hitler ukaže mobilizacijo delovne sile na zasednih področjih
- 24. marec - uvedba vojaške obveznosti v slovenski Štajerski
- 28. marec:
  - - Združeno kraljestvo komandoški napad na Saint-Nazaire
  - - RAF bombandira Lübeck

### April
- 5. april - neuspešen japonski napad na Colombo
- 7. april - Sumatra je pod popolno japonsko zasedbo
- 14. april - izvaja se sistematična deportacija koroških Slovencev v nemška taborišča
- 18. april:
  - - Laval se vrne v Vichy ter postane predsednik vlade, zunanji minister in notranji minister
  - - USAF prvič bombandira Tokio
- 27. april - ZDA odpokličejo veleposlanika iz Vichya

### Maj
- 1. maj - japonska zasedba Mandalaija; presekana je burmanska pot
- 4. maj - začetek pomorske bitke v Koralnem morju
- 5. maj - britanske oborožene sile se izkrcajo na Madagaskarju
- 8. maj - ameriška postojanka Corregidor kapitulira
- 9. maj - začetek sovjetske ofenzive na Harkov
- 11. maj - ameriške sile na Mindanau kapitulirajo
- 12. maj - začetek množičnega poboja Judov
- 16. maj - Wehrmacht zavzame Kerč na Krimu
- 17. maj - nemška protiofenziva pri Harkovu
- 26. maj:
  - - Združeno kraljestvo in ZSSR podpišeta sporazum o medsebojni pomoči
  - - začetek uspešne nemško-italijanske ofenzive v Libiji
- 27. maj - dva operativca SOE izvedeta atentat na Reinharda Heydricha v Pragi
- 28. maj - Mehika napove vojno silam trojnega pakta
- 30. maj - RAF množično bombandira Köln

### Junij
- 3. junij - začetek ameriške letalsko-pomorske operacije pri Midwayu
- 4. junij - za posledicami atentata umre Reinhard Heydrich
- 5. junij - ZDA napovejo vojno Romuniji in Bolgariji
- 7. junij - zmaga ZDA pri Midwayu
- 10. junij - pokol v Lidicah
- 11. junij - ZDA razširijo Lend-Lease Act še na ZSSR
- 15. junij - japonska vojska se izkrca na Aleutih
- 24. junij - Charles de Gaulle podpiše sporazum (francoska karta) med Svobodno Francijo in notranjim odporniškim gibanjem
- 28. junij - nemška ofenziva na ruski fronti

### Julij
- 1. julij - nemško-italijanske enote prodrejo do El Alameina
- 2. julij:
  - - Sevastopol kapitulira
  - - začetek bitka pri El Alameinu
- 4. julij - ameriško vojno letalstvo prvič bombandira Tretji rajh
- 7. julij - uvedba vojaške obveznosti na Gorenjskem in Mežiški dolini
- 20. julij - Rdeča armada odbije nemški napad pri Voronežu na Donu
- 22. julij - Wehrmacht prodre do reke Don pri mestu Cimlanskija
- 27. julij - Wehrmacht zavzame Rostov

### Avgust
- 7. avgust - USMC zavzame  japonsko letališče na otoku Guadalcanal
- 8. avgust:
  - - USMC zavzame Tulagi
  - - bitka za pacifiški otok Savo
- 9. avgust - padec Krasnodara in Majkopa
- 17. avgust - anglo-ameriško-sovjetska konferenca v Moskvi
- 19. avgust - Operacija Jubilee: anglo-kanadski napad na Dieppe
- 22. avgust - Brazilija napove vojno Tretjemu rajhu
- 23. avgust - začetek bitke za pacifiško otočje Stewart
- 30. avgust - uvedba vojaške obveznosti v Luksemburgu
- 31. avgust - nemško-italijanski poraz pri El Alameinu

### September
- 1. september - Wehrmacht prodre do reke Volge
- 4. september - Vichyjska Francija uvede službo obveznega dela
- 5. september - Novorosijsk kapitulira
- 6. september - začetek bitke za Stalingrad
- 23. september - britanska vojska zavzame Tananarive

### Oktober
- 9. oktober - Rdeča armada odstrani naziv in funkcije političnih komisarjev
- 10. oktober - ZDA in Združeno kraljestvo se odpovesta privilegiju eksteritorialnosti na Kitajskem
- 23. oktober - začetek britanske ofenzive pri El Alameinu
- 26. oktober - bitka za otočje Santa Cruz

### November
- 1. november - ustanovitev prvih divizij v NOV in POJ
- 7. november:
  - - začetek operacije Bakla
  - - Vichy pretrga diplomatske odnose z ZDA
- 9. november:
  - - sestaneki Hitler-Laval
  - - začetek nemško-italijanskega izkrcanja v Tuniziji
  - - ustanovljen prvi partizanski korpus v NOV in POJ
- 10. november - ameriške in vichyjske enote sklenejo premirje v Severni Afriki
- 11. november:
  - - Tretji rajh in Italija zasedeta preostalo Francijo
  - - ustanovitev Organizacije odporniške armade
- 12. november - začetek uspešne ameriške ofenzive blizu otokov Savo in Guadalcanal
- 13. november - sporazum Darlan-Clark
- 15. november - ameriška zmaga pri Guadalcanalu
- 18. november - Henri Pétain izroči Lavalu vsa pooblastila
- 19. november - začetek obkoljevanja nemških enot pri Stalingradu
- 20. november:
  - - objavljen Welfare State načrt
  - - ZSSR sproži ofenzivo na srednjem Kavkazu
- 23. november - Francoska Zahodna Afrika se pridruži Svobodni Franciji
- 26. november - ustanovljen AVNOJ
- 27. november - francoska flota se sama potopi pri Toulonu
- 28. november - otok Réunion se priključi Svobodni Franciji

### December
- 1. december - začetek sovjetske ofenzive med Donom in Volgo
- 2. december - prične obratovati prvi jedrski reaktor v Chicagu
- 4. december - ustanovljena Alžirska država
- 5. december - avstalsko-ameriške enote zasedejo Gono in severno obalo Papue
- 14. december - Francija in Italija podpišeta sporazum o vzpostavitvi francoske suverenosti nad Madagaskarjem
- 16. december - Rdeča armada prodira med Donom in Doncem
- 27. december - general Andrej Vlasov ustanovi Smolenški komite
- 28. december - Francoska Somalija se priključi Svobodni Franciji

## Rojstva
- 8. januar - Stephen Hawking, angleški fizik, astrofizik, matematik, kozmolog († 2018)
- 25. januar - Eusébio, brazilski nogometaš († 2014)
- 7. februar - Ivan Mládek, češki glasbenik, pevec in komik
- 15. februar - Petar Fajfrić, srbski rokometaš († 2021)
- 2. marec - Lou Reed, ameriški glasbenik († 2013)
- 20. april - Arto Paasilinna, finski pisatelj († 2018)
- 19. maj - Gary Kildall, ameriški računalnikar († 1994)
- 16. junij - Giacomo Agostini, italijanski motociklistični dirkač
- 25. junij - Willis Reed mlajši, ameriški košarkar
- 10. julij - Ronnie James Dio, ameriški glasbenik († 2010)
- 2. avgust - Isabel Allende, čilska pisateljica
- 12. september - Andrej Čadež, slovenski fizik, astrofizik
- 17. oktober - Renato Verlič, slovenski glasbenik
- 21. oktober - Robert Sutton Harrington, ameriški astronom († 1993)
- 20. november - Joe Biden, ameriški politik
- 25. november - Jožica Svete, slovenska pevka, članica Ansambla bratov Avsenik
- 6. december - Peter Handke, avstrijski pisatelj in prevajalec
- 15. december - Anton Stres, slovenski duhovnik, teolog, filozof in nadškof
- 30. december – Anne Charleston, avstralska igralka

## Smrti
- 9. januar - Heber Doust Curtis, ameriški astronom (* 1872)
- 13. januar - Vladimir Sergejevič Ignatovski, ruski matematik, fizik (* 1875)
- 26. januar - Felix Hausdorff, nemški matematik (* 1868)
- 22. februar - Stefan Zweig, avstrijski pisatelj (* 1881)
- 9. avgust - Edith Stein, nemška filozofinja (* 1891)
- 1. december - Ferdinand Seidl, slovenski naravoslovec, geolog (* 1856)
- 22. december - Franz Boas, nemško-ameriški antropolog (* 1858)

## Nobelove nagrade
Nobelovih nagrad zaradi vojne niso podelili.